# Gabriel de Berga i Santacília
Gabriel de Berga i Santacília (Ciutat de Mallorca 1662-1706). Cavaller de l'ordre de Santiago. Filipista mallorquí. Capità de cavalls de la companyia nova. Morí d'una arcabussada el 26 de setembre de 1706, en oposar-se a l'avalot popular que es produí a la ciutat de Mallorca en suport de l'armada austriacista dirigida per l'almirall Leake.

## Elements biogràfics
Fill de Gabriel de Berga Sanglada i Valentí i d'Elionor Santacília Togores i Montanyans. Ingressà a l'exèrcit el 21 d'abril de 1689. Fou filipista des que Felip V arribà al poder. Estava casat amb Elisabet Safortesa i Sureda de Santmartí. Varen tenir tres fills: Gabriel (1705-1754), Elionor (1701) i Beatriu (1704-1774). Era germà del capità Nicolau de Berga i Santacília que, en esclatar la guerra, era governador d'Alcúdia i fou destituït pel marquès de Savellà. Fou nomenat capità de la companyia de cavalls que organitzà la Confraria de Sant Jordi, de la qual n'era el prior.

## La revolta popular austriacista de setembre de 1706 i la mort de Gabriel de Berga
El 24 de setembre de 1706 es va avisar des de les torres de s'Arracó, d'Andratx i de Rafaubetx de la Porrassa que s'acostava l'armada austriacista a la ciutat de Mallorca. El dissabte 25 la flota ja estava ancorada a la badia. Davallà al moll un oficial anglès que va lliurar a les autoritats una comunicació de Carles III comminant a la rendició.
El matí del diumenge 26 es comunicà a la flota assetjadora la no acceptació de la proposta de capitulació. L'horabaixa, el virrei, el bisbe, els inquisidors i una representació de la noblesa, sortiren per disposar els efectius de la guarnició i animar a la resistència. Quan eren a la Porta del Moll, el bisbe Antonio de la Portilla es posà a llançar diners a la gent alhora que cridava "Viva el rey!". Les dones que estaven als terrats entengueren "Visca Carles III!" i començaren a cridar en favor de l'austríac. Els crits arribaren la baluard de Santa Creu i de l'Hort d'en Moranta, on una part de la guarnició estava a l'espera d'aixecar-se al crit de "Muiren els botiflers!". En sentir els crits es posaren en marxa i s'uniren a la companyia del Sitjar, ja dirigits per Salvador Trullols i Olesa. En el bastió de Santa Creu els escometé Joan Bordils, al qual dispararen sense ferir-lo. Els revoltats baixaren cap a la Drassana i la Porta del Moll. Allà hi havia les autoritats borbòniques que intentaren matar Salvador Trullols sense aconseguir-ho. El magistrat Dionís Roger li disparà dos trets sense tocar-lo. Mentrestant el virrei intentà disparar amb canons contra la multitud, però havien estat inutilitzats pels mateixos artillers.
El capità Agustí Torrella, amb cinquanta homes, acudí a la plaça de la Llonja a dissoldre el grup de revoltats que s'hi havia concentrat. Alhora el virrei i part de les autoritats es refugiaren al castell reial, incapaços de resistir la multitud. Un grup de mariners s'apoderà de la nau coneguda com "la galera" per anar a comunicar a la flota austriacista el que estava passant.
Gabriel de Berga era al seu palau, a la plaça del mercat, dictant testament al notari Andreu Parets. En sentir l'avalot i adonar-se de la revolta popular, pujà al seu cavall i, amb un grup d'uns trenta genets i altres cavallers que se'ls uniren, envestí a la gent que cridava a favor de Carles III. Sembla que li dispararen sense ferir-lo i quan ell intentava disparar contra Salvador Trullols, rebé l'impacte d'una arcabussada a la cella i al pit, que li causà la mort davant el convent de Sant Francesc de Paula.
Un cop mort, va ser enterrat en el convent de Sant Domingo.